# ラ・ロシェルの海戦
ラ・ロシェルの海戦（ラ・ロシェルのかいせん、英語: Battle of La Rochelle）は、 1372年6月22日と23日にフランス西部の海港ラ・ロシェルの沖で起こった、カスティーリャ艦隊とイングランド船団の戦いである。フランス軍の包囲下にあったラ・ロシェルのイングランド軍を、カスティーリャ艦隊が破った。イングランド船団をすべて拿捕したカスティーリャ側の完勝だったが、イングランド海軍は急速に再建して力を取り戻し、しばらくフランス沿岸を脅かすことになる。

## 背景

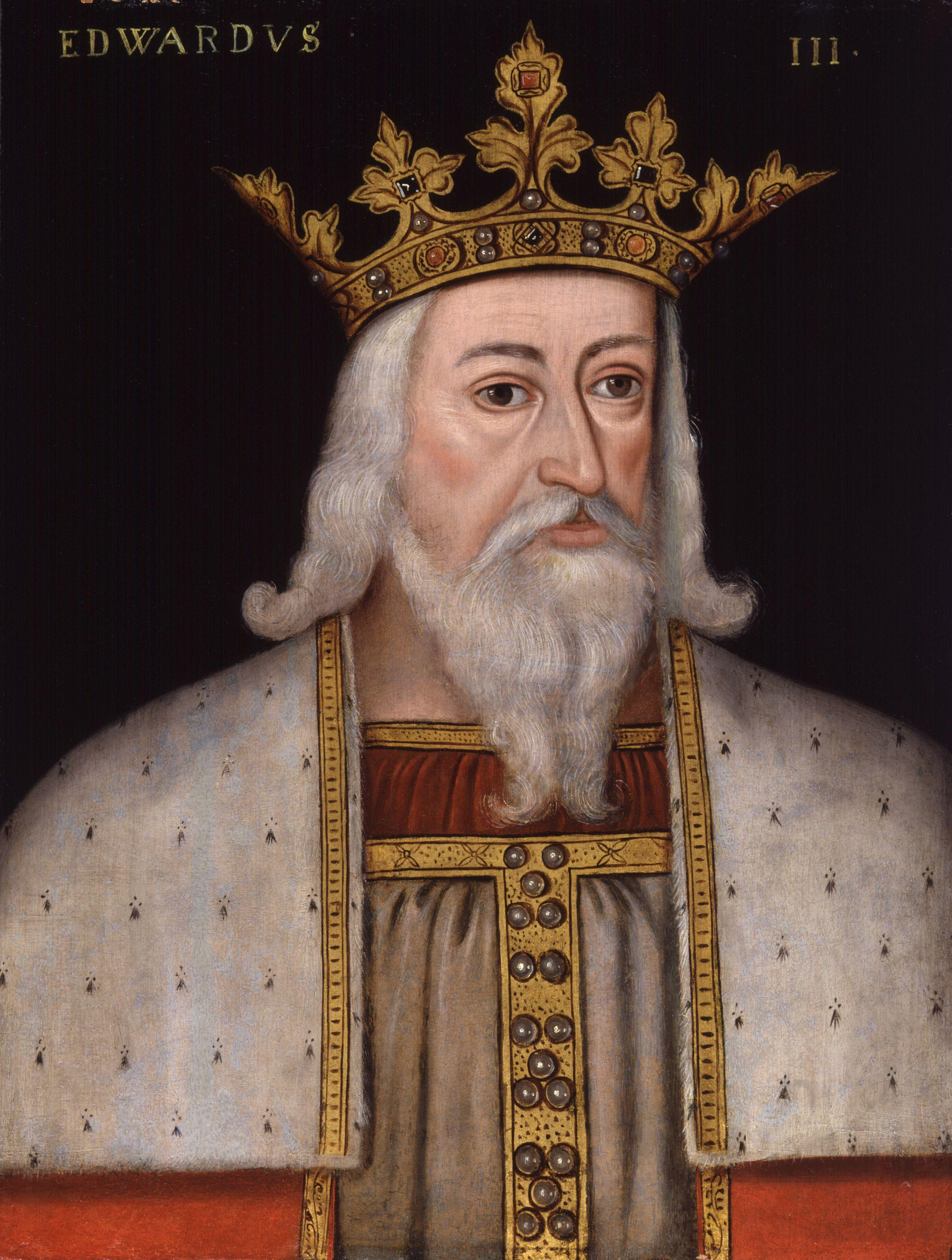
エドワード3世

1337年に英仏間で勃発した百年戦争は、当初はクレシー、ポワティエなどでイングランド軍がフランス軍を圧倒したが、1364年にフランス王シャルル5世（賢明王）が即位するとフランス軍は徐々に態勢を立て直した。これに対しイングランド王エドワード3世は1372年、イングランドが支配するフランス南西部のアキテーヌ公国に着任したばかりのペンブルック伯ジョン・ヘイスティングスを司令官として、フランス本土への本格的な侵攻を計画した。
アキテーヌに対するフランスの圧力は強まっていた。 1370年以来、領土の大部分がフランス軍の手に落ちており、1372年にはフランス軍司令官ベルトラン・デュ・ゲクランがラ・ロシェルを包囲した。1368年に結ばれたフランスとカスティーリャの同盟に応え、カスティーリャ王エンリケ2世はアンブロシオ・ボッカネグラ率いる艦隊を派遣した。カスティーリャ艦隊の規模の詳細は分かっていないが、14世紀のカスティーリャの歴史家ロペス・デ・アヤラ（1332–1407）はガレー船12隻としている。ネーデルラントの年代記作家フロワサールはガレー船13隻としている。

## 戦闘

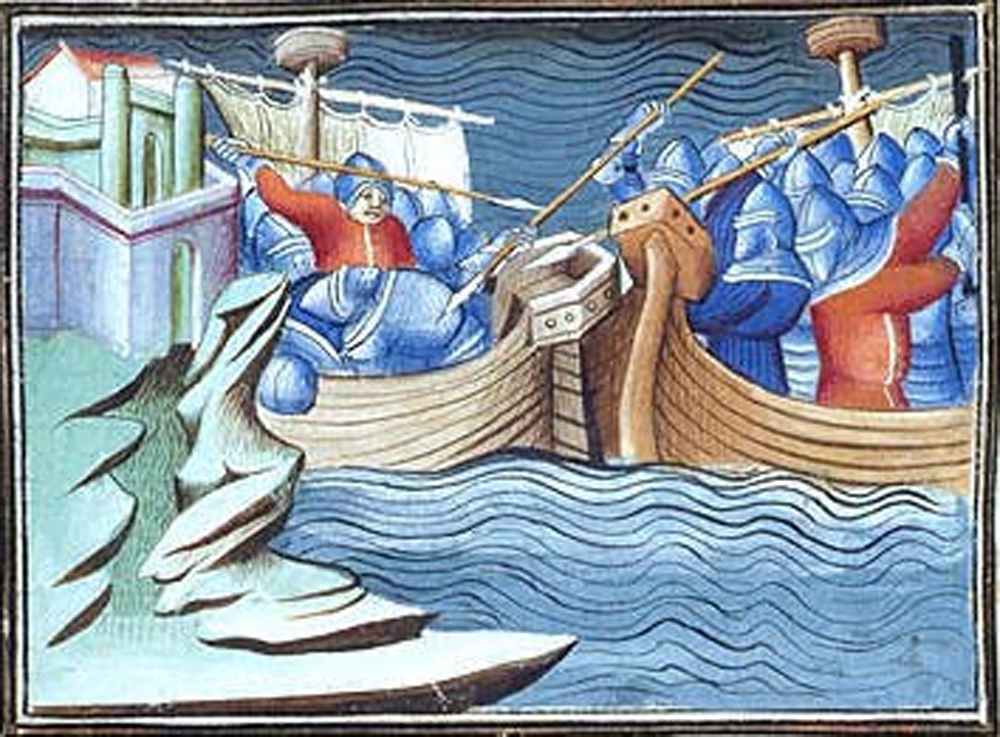
ラ・ロシェルの海戦。15世紀の年代記のミニアチュール（細密画）より

6月21日、イングランド軍の船団がラ・ロシェルに到着しペンブルック伯の艦隊が港に近づくと、湾の入り口付近で戦いが始まった。カスティーリャ艦隊の攻撃に対して、数で劣るイングランド艦隊は激しく抵抗し、夕闇が迫って潮が満ちると両軍は別れた。フロワサールによると、イングランド艦隊は2～4隻を失ったものの打ち負かされてはおらず、いったん陸地から離れた。一方のカスティーリャ艦隊はラ・ロシェルの前面に停泊した。
同夜、ペンブルックは幕僚らとカスティーリャ艦隊をどう突破するかを議論したが、結論が出ないままに潮が引いてしまい、イングランド艦隊の多くが座礁した。カスティーリャ艦隊のガレー船は浅瀬でも自由に航行でき、これが決定的な差となった。翌朝、戦闘が再開すると、カスティーリャ艦隊は座礁したイングランドの艦船の甲板や綱具に油をまいて火矢を放ち、焼き払った。多くのイングランド兵が殺されたり生きたまま焼かれ、ペンブルック伯はじめ多数が捕虜となった。カスティーリャ側の史家によると、イングランドの捕虜は騎士400人と8,000人の兵士だったという。イングランド側の史料では、戦死者800人、捕虜160～400人とされている。イングランド艦隊は壊滅し12,000ポンド相当の財宝がカスティーリャ王国の手に落ちた。

## 戦後
ラ・ロシェルは、百年戦争におけるイングランド軍の初めての海戦での敗北となった。この敗戦が百年戦争全体の流れに与えた影響は大きく、ラ・ロシェルは9月7日に陥落、エドワード3世による大規模なフランス親征も延期された。イングランド艦隊を再建するため、国内では14の都市がフル稼働したが、それでも１年を要した。 1373年4月、ようやく再建されたイングランド艦隊はポルトガル遠征を行い、成功を収めた。